# Thomas Niggl (Benediktiner)
Thomas Niggl OSB (* 28. April 1922 in Murnau als Georg Niggl; † 10. Dezember 2011 in Ettal) war ein deutscher Benediktinermönch und Abt der Abtei Weltenburg an der Donau.

## Leben
Thomas Niggl, Sohn eines Schmieds, besuchte das Benediktinergymnasium Ettal. Als Schüler der damaligen 7. Klasse wurde er am 1. Oktober 1941 zur Nachrichten-Ersatz-Batterie der Deutschen Wehrmacht als Funker und Fernsprecher eingezogen. Zunächst noch in München, wurde er bereits am 27. Dezember 1941 zum Russlandfeldzug beordert. Am 21. Oktober 1944 wurde er in Filipów (Suwałki) durch einen Kieferdurchschuss schwer verletzt. Nach Lazarettaufenthalten wurde er am 5. Juli 1945 aus US-amerikanischer Kriegsgefangenschaft entlassen und trat am 15. September 1945 in die Benediktinerabtei Ettal ein, wo er den Ordensnamen Thomas erhielt. Nach der Profess 1946 studierte er als Alumnus im Kolleg St. Benedikt der Abtei Plankstetten in Eichstätt Katholische Theologie und Philosophie und legte die feierliche Profess am 2. Oktober 1949 ab. Am 29. Juni 1950 empfing er von Michael Kardinal Faulhaber die Priesterweihe. Nach einer Tätigkeit als Präfekt und Lehrer in der Abtei Scheyern studierte Thomas Niggl an der Ludwig-Maximilians-Universität München klassische Philologie, Geschichte und Byzantinistik und wurde mit einer Arbeit über den Patriarchen Philotheos Kokkinos von Konstantinopel promoviert. Als Gymnasiallehrer wirkte er in München und Ettal, zuletzt als Studiendirektor für Latein, Griechisch und Geschichte.
1961 wurde Niggl zum Abt der Abtei Schäftlarn gewählt, lehnte die Wahl aber ab und wurde im selben Jahr Prior von Ettal. Ab 1973 war er Prior-Administrator der Abtei Weltenburg. 1976 wurde er dort zum Abt gewählt, am 10. Juli 1976 benediziert und waltete in diesem Amt bis 1995. Im Jahre 1985 wurde er vom bayerischen Ministerpräsidenten Franz Josef Strauß mit dem Bayerischen Verdienstorden ausgezeichnet. Den Altersruhesitz nahm er in seinem Heimatkloster Ettal, wo er im Alter von 89 Jahren verstarb. Seine Grabstätte befindet sich in der Klostergruft der Abteikirche Sankt Georg in Weltenburg.

## Theologisches und politisches Wirken
Seinem Wahlspruch Per Mariam ad Jesum – Durch Maria zu Jesus – folgend, war sein Denken und Handeln zeitlebens marianisch geprägt. Seit den 1960er-Jahren engagierte sich Niggl im umstrittenen Engelwerk. Die Verbreitung der Botschaft von Fatima war Niggl ein Anliegen. Bischof Rudolf Graber von Regensburg und Prälat Georg Ratzinger waren ihm und seiner Theologie eng verbunden. Seit 1995 war er Kurat der Militia Sanctae Mariae e.V. – Orden der Ritter Unserer Lieben Frau. Als Abt stritt er für ein neues kirchliches Mariendogma, in welchem Maria als „Miterlöserin“ definiert werden sollte. Er war geistlicher Leiter des Eucharistischen Liebesbundes des göttlichen Herzens Jesu, der von der angeblichen Seherin Barbara Weigand initiiert wurde.
Im Jahr 2003 unterstützte Niggl die rechtsextreme Deutsche Studiengemeinschaft in einem Artikel der von der Katholischen Pfadfinderschaft Europas (KPE) herausgegebenen Quartalszeitschrift Pfadfinder Mariens (PM), indem er sich die deutschlandpolitischen Thesen der DSG zu eigen machte und verbreitete. Günther Walter, damals Chefredakteur der Pfadfinder Mariens, gab in einem 2017 geführten Interview im Hinblick auf Niggl an, man habe damals unter Zeitdruck „eine Prüfung des DSG-Hinweises ebenso wie eine genaue inhaltliche Prüfung des Artikels“ versäumt und entschuldigte sich „nachträglich bei der KPE und allen Lesern der PM“. Auch in theologischer Hinsicht zeigte Niggl sich als Vertreter ultrakonservativer Ansichten. So behauptete er 2004, aus der seit 1969 erlaubten Handkommunion sei „Ehrfurchtslosigkeit“ entstanden, und beklagte die „verhältnismäßige Erleichterung, sich konsekrierte Hostien für die Schwarzen Messen zu beschaffen“, wobei er auf die „einhellige Meinung“ von angeblichen Mystikern wie Barbara Weigand hinwies, dass „der Herr die Handkommunion nicht will“. Die sogenannte „Homo-Ehe“ bezeichnete er als „festgeschriebene Sünde“.

## Werke
- Prolegomena zu den Werken des Patriarchen Philotheos von Konstantinopel (1353–1354 und 1364–1376). Diss. (masch.) München, 1956.
- Maria, Hilfe der Christen. Selbstverlag, Weltenburg 1980.
- Maria – Die Antwort Gottes auf unsere Zeit. Festrede in Bad Säckingen am 18.10.1980 zum Jubiläum des ältesten europäischen Fátima-Apostolates. Selbstverlag, Weltenburg 1980.
- Der heilige Benedikt, Patron Europas. Selbstverlag, Weltenburg 1980.
- Maria – Mutter des Glaubens. Vortrag beim Treffen der Geistlichen Leiter der Legion Mariae in Weltenburg am 8.10.1985. Selbstverlag, Weltenburg 1985.

## Herausgeberschaften
- 150 Jahre Wiedererrichtung Kloster Weltenburg. 550 Jahre Wallfahrt zur Frauenbergkapelle.  Festschrift zum Jubiläum MCMXCII. Selbstverlag, Weltenburg, 1992.